# Преткомпјутерски медији
Преткомпјутерски медији су медији настали прије технологије компјутера - штампа, радио и телевизија.

## Штампа
Прве штампане новине у данашњем смислу ријечи настале у холандском граду Антверпену или Арвену 1605. године, под називом Антверпенске новине Појава штампе као првог масовног медија утицала је на описмењавање становништва. Прва рана издања новина карактерисало је неколико елемената:
"* Штампа је излазила нередовно у неправилним временским интервалима
- Стил писања и језик садржаја новина били су неуједначени
- Дистрибуција и достављање новина представљали су велики изазов за издавача. Иако се та временска диференцијација константно смањивала, она је дуго била проблем за издаваче и кориснике штампе.
- Стандарди форме новина нису постојали и били су различити од новина до новина, али често и код новина исте врсте.
- Новине нису имале сталне називе, често ни наслове садржаја текста.
- Нису постојале рубрике ни жанрови, у данашњем смислу речи.
- Новинарски посао обављали су издавачи, често и власници штампарија. Није постојала подела рада какву познајемо у савременој штампи и новинарству уопште.
- Теме које су привлачиле пажњу углавном су били догађаји из трговине, индустрије, саобраћаја, банкарства, теме о ратовима, војним походима, дипломатији, догађаји са дворова, теме из сакралног, црквеног живота, али и теме везане за спектакле, сплетке, сензације и разна чудеса.
- Новине из раног периода појављивања (17. век) сматране су формом непоузданог обавештавања, јер су се приче о догађајима битно разликовале од стварног догађаја."[1]

Све до појаве радија, готово 300 година, штампа је имала медијски монопол, а конкуренција је постојала само између различитих издавача. Техничко-технолошка достигнућа 20. вијека проузроковала су иновације у погледу изума у производњи и дистрибуције новина. Неки од њих су : Келнерова машина, равноцилиндрична машина, ротациона машина, технике за слагање слова, жичани и бежични телеграф. Чак и након 1903. године и настанка медија звука-радија, штампа је опстала на медијском тржишту захваљујући искусним новинарима, вјерним читаоцима, квалитетним издавачима, развијеним каналима дистрибуције и увођењу нових новинарских формата у својим издањима.

## Радио
На самим почецима свог настанка, радио је био породични медиј. Развојем портабл пријемника, све више се слушао индивидуално; у шетњи, колима, на послу. Теоријску основу за практичну примјену бежичне телеграфије, радио - телеграфије, први је дао Мајкл Фарадеј, енглески физичар и хемичар. Његове идеје о електричним и магнетским пољима разрадило је неколико научника, међу којима је и Никола Тесла. Он је описао систем бежичног преноса сигнала 1892. године, а двије године касније израдио апарате којима се сигнал преносио на даљину бежичним путем. Гуљелмо Маркони 1897. године патентирао је апарат за радио телеграфију. Од 1900. почело је инсталирање радио - станица на бродовима трговачких морнарица, а стваране су и прве комерцијалне радио станице.
Све већа употреба радија створила је потребу да се тај простор законски уреди, па је 1912. године у Америци донесен Закон о радију. Након доношења закона, овај медиј је имао двоструку улогу: информисање путем вијести и забављање драмским и музичким програмима.1947. године развија се технологија транзисторског радија. Његове карактеристике су: мала потрошња електричне енергије, мале димензије, употреба батерија која је омогућила његову преносивост. 60-их година 20. вијека долази до појаве ауто - радија, а унапређењем технологије, 90-их година се развијају МР3 и МР4 плејери.
Радио карактеришу:
- Звучни ефекати;
- Акустика;
- Просторност[3]

## Телевизија
Нову медијску епоху остварио је медиј-слика, телевизија. Проналазак телевизора резултат је рада неколико научника - Паула Нипкова, Карла Брауна, Владимира Зворкина и Бориса Грабовског. Идеја о телевизору као техничком апарату много је старија од момента настајања телевизије као медијског канала и јавила се још крајем 19. века. Сматра се да је први успешан покушај приказивања телевизијске слике остварио је Џон Логи Берд (John Logie Baird). Он је механички скенирао екран који је имао свега 25 линија.
Телевизија је 50-их година 20. вијека постала масовни медиј. Два велика спектакла која је преносила су крунисање краљице Елизабете II 1953. године и Олимпијске игре у Берлину. 90-их година прошлог вијека долази до појаве кабловске телевизије, која се сматра једним од најзначајнијих пријеката тог периода. У Америци више од 80% становништва посједује кабловску телевизију, а висок проценат корисника у Европи имају и Француска и земље Бенелукса. Кабловска телевизија, за разлику од јавне, нема ограничења у смислу конвенција о емитовању програма.
Сљедећи корак у развоју овог медија је настанак претплатне телевизије која корисницима нуди широк избор тв канала и отворен видео-систем.
Технолошки напредак довео је до настанка телевизије новог доба - дигиталне телевизије. Дигитална телевизија се прво појавила у Сједињеним Америчким Државама које су 2005. године увеле законску обавезу преласка са аналогног на дигитално емитовање телевизијског сигнала. Савремену телевизију карактерише интерактивност коју постиже куповином и гласањем преко интернета, учењем на даљину и комуникацијом са банкарским системима.